# Mirabelle von Flotow
Mirabelle von Flotow es el nombre de una variedad cultivar de ciruela (Prunus syriaca). 
Una variedad de Mirabelle cultivada, que fructifica regularmente y es muy productiva. Lleva el nombre del consejero privado sajón "von Flotow".
Son ciruelas de tamaño mediano, con la piel amarillo dorado con manchas o estrías longitudinales de color verde, chapa variable púrpura a rojo, punteado abundante, menudo, blanquecino, y su carne de color amarillo calabaza a verdoso, firme, crujiente, medianamente jugosa, con sabor poco azucarado, muy refrescante y agradable. Tolera la zona de rusticidad delimitada por el departamento USDA, de nivel 5.

## Sinonimia
- "Mirabelle von Flotows",
- "Flotow".

## Historia
En 1850, se creó la 'Mirabelle von Flotow' a partir de las semillas de la variedad 'Violette Perdrigons'. Su descubridor es Georg Liesel, uno de los pomólogos más importantes del siglo XIX. Dedicó la variedad al consejero privado sajón "von Flotow". Él mismo participó en el mapeo y la recolección de valiosos tipos de frutas. Como tal, reconoció las increíblemente buenas propiedades de la ciruela "Mirabelle" y ayudó a difundirla.
'Mirabelle von Flotow' está cultivada en diversos bancos de germoplasma de cultivos vivos tales como en National Fruit Collection (Colección Nacional de Fruta) de Reino Unido con el número de accesión: 1951 - 150 y nombre de accesión: Flotow. Recibido por "The National Fruit Trials" (Probatorio Nacional de Frutas) en 1951, procedente de Jork (Alemania).

## Características
'Mirabelle von Flotow' árbol de crecimiento medio crecimiento esparcido. Los árboles son bastante robustos y medianamente resistentes a las heladas. Tiene un tiempo de floración que comienza a partir del 9 de abril con el 10% de floración, para el 14 de abril tiene una floración completa (80%), y para el 23 de abril tiene un 90% caída de pétalos.
'Mirabelle von Flotow' tiene una talla de fruto pequeño con peso promedio de 31.90gr, y longitud de tallo promedio de 15.81mm; forma del fruto elíptico redondeado, algo aplastado en ambos polos, ligeramente asimétrico, con la sutura poco visible, con línea de color indefinido, grisáceo o verdoso, transparente, situada en una depresión muy suave, más acentuada en el polo pistilar; epidermis cuya piel es lisa, brillante, poco pruinosa, con la pruina blanquecina muy fina, no se aprecia pubescencia, color amarillo dorado con manchas o estrías longitudinales de color verde, chapa variable púrpura a rojo, punteado abundante, menudo, blanquecino, prácticamente sin aureola;pulpa de color amarillo calabaza a verdoso, textura medianamente firme, jugosa, moderadamente dulce, muy rica y de buen sabor. Hueso semi libre.
Alcanza su madurez entre mediados de agosto y finales del mes.

## Usos
La ciruela 'Mirabelle von Flotow' normalmente se comen crudas de fruta fresca en mesa, debido a su poca cantidad de azúcar, tienen mejor aprovechamiento en diversos procesos de elaboración tal como en mermeladas, almíbar de frutas, compotas, galletas, o en tés.
Ciruela muy apreciada en las elaboraciones culinarias sobre todo para acompañar carnes, y en confitería.
Se cultiva principalmente en Baden-Württemberg, Luxemburgo y Francia. Aún hoy se recomienda para todos los jardines y todos los huertos.